# Sheykhābād
Sheykhābād (persiska: شِيخِه, شیخ آباد) är en ort i Iran.   Den ligger i provinsen Lorestan, i den västra delen av landet, 400 km sydväst om huvudstaden Teheran. Sheykhābād ligger 1 716 meter över havet och antalet invånare är 369.
Terrängen runt Sheykhābād är kuperad söderut, men norrut är den platt.Runt Sheykhābād är det ganska tätbefolkat, med 72 invånare per kvadratkilometer. Närmaste större samhälle är Nūrābād, 11,6 km norr om Sheykhābād. Trakten runt Sheykhābād består i huvudsak av gräsmarker.